# Liste der Biografien/Nod
Liste der Biografien |
Portal Biografien |
Personensuche
# |
A |
B |
C |
D |
E |
F |
G |
H |
I |
J |
K |
L |
M |
N |
O |
P |
Q |
R |
S |
T |
U |
V |
W |
X |
Y |
Z |
?
 
Na |
Nb |
Nc |
Nd |
Ne |
Nf |
Ng |
Nh |
Ni |
Nj |
Nk |
Nl |
Nm |
Nn |
No |
Nr |
Ns |
Nt |
Nu |
Nv |
Nw |
Nx |
Ny |
Nz
 
Noa |
Nob |
Noc |
Nod |
Noe |
Nof |
Nog |
Noh |
Noi |
Noj |
Nok |
Nol |
Nom |
Non |
Noo |
Nop |
Nor |
Nos |
Not |
Nou |
Nov |
Now |
Nox |
Noy |
Noz
Die Liste der Biografien führt alle Personen auf, die in der deutschsprachigen Wikipedia einen Artikel haben. Dieses ist eine Teilliste mit 46 Einträgen von Personen, deren Namen mit den Buchstaben „Nod“ beginnt.

## Nod

### Noda
- Noda, Akemi (* 1969), japanische Fußballspielerin
- Noda, Akihiro (* 1988), japanischer Fußballspieler
- Noda, Hideki (* 1955), japanischer Dramatiker und Schauspieler
- Noda, Hideki (* 1969), japanischer Autorennfahrer
- Noda, Hideo (1908–1939), japanischer Maler
- Noda, Hiroki (* 1997), japanischer Fußballspieler
- Noda, Kazusa (* 1973), japanischer Politiker
- Noda, Kenye, mikronesische Kanutin
- Noda, Kōgo (1893–1968), japanischer Drehbuchautor
- Noda, Kōji (* 1986), japanischer Fußballspieler
- Noda, Kyōhei (* 1981), japanischer Fußballspieler
- Noda, Kyūho (1879–1971), japanischer Maler der Nihonga-Richtung
- Noda, Ryō (* 1948), japanischer Saxofonist und Komponist
- Noda, Ryūnosuke (* 1988), japanischer Fußballspieler
- Noda, Satoru (* 1969), japanischer Fußballspieler
- Noda, Seiko (* 1960), japanische Politikerin
- Noda, Takeshi (* 1941), japanischer Politiker
- Noda, Tatsuki (* 1998), japanischer Fußballspieler
- Noda, Teppei (* 1977), japanischer Freestyle-Skier
- Noda, Tomohiro (* 1996), japanischer Geher
- Noda, Yōjirō (* 1985), japanischer Rockmusiker, Musikproduzent und Schauspieler
- Noda, Yoshihiko (* 1957), japanischer Politiker
- Nodaïra, Ichirō (* 1953), japanischer Komponist, Pianist, Dirigent und Musikpädagoge
- Nodake, Hiroya (* 2000), japanischer Fußballspieler
- Nodake, Jun’ya (* 1994), japanischer Fußballspieler
- Nodal, Christian (* 1999), mexikanischer Sänger
- Nodar, Robert junior (1916–1974), US-amerikanischer Politiker
- Nodari, Michele (* 1985), italienischer Radrennfahrer
- Noday, Alain du (1899–1985), französischer Ordensgeistlicher, römisch-katholischer Bischof von Porto Nacional

### Nodd
- Noddack, Ida (1896–1978), deutsche ChemikerinIda Noddack (1896–1978)

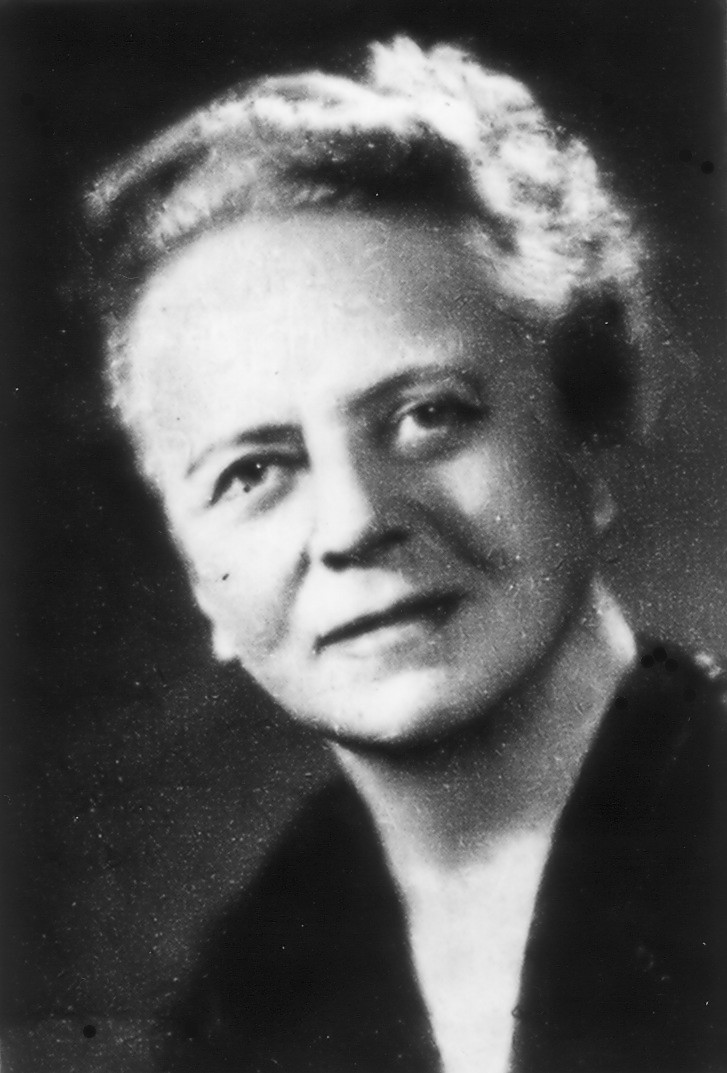
Ida Noddack (1896–1978)

- Noddack, Walter (1893–1960), deutscher Chemiker
- Nodder, Frederick Polydore, englischer Pflanzen- und Tier-Illustrator
- Nøddesbo, Jesper (* 1980), dänischer Handballspieler
- Noddings, Nel (1929–2022), US-amerikanische Erziehungswissenschaftlerin, Feministin und Philosophin

### Node
- Nodell, Johann Adam (1754–1814), niederländischer Philologe und Literaturwissenschaftler
- Nodell, Martin (1915–2006), US-amerikanischer Comiczeichner
- Noder, Anton (1864–1936), deutscher Arzt und Dichter
- Nodera, Hidenori (* 1975), japanischer Radrennfahrer
- Nodes, Beate (1964–2008), deutsche Autorennfahrerin

### Nodi
- Nodier, Charles (1780–1844), französischer Schriftsteller
- Nöding, Christian (1809–1865), Mitglied des kurhessischen Ständeversammlung

### Nodl
- Nödl, Andreas (* 1987), österreichischer Eishockeyspieler
- Nödl, Frieda (1898–1979), österreichische Politikerin und Widerstandskämpferin

### Nodn
- Nodnagel, August (1803–1853), deutscher Dichter und Schriftsteller
- Nodnagel, Paul Heinrich (1928–2009), deutscher Kunstmaler der Moderne

### Nodt
- Nödtveidt, Jon (1975–2006), schwedischer Satanist und Gitarrist; Sänger und Gründer der Black-/Death-Metal-Band DissectionJon Nödtveidt (1975–2006)

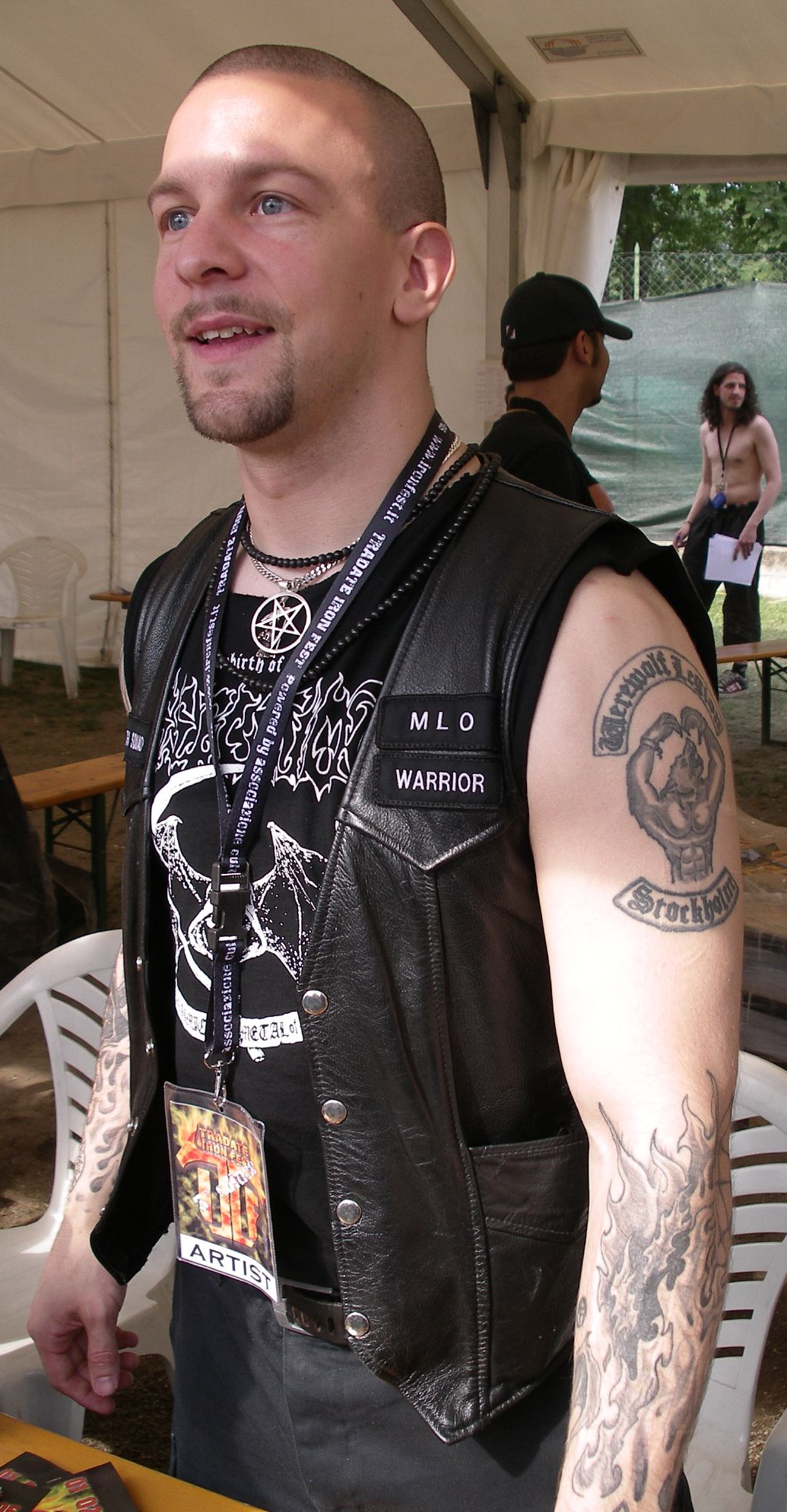
Jon Nödtveidt (1975–2006)